# Tramvajová doprava v Saské Kamenici

Mapa sítě tramvají v Saské Kamenici. Jedná se pouze o funkční jižní část

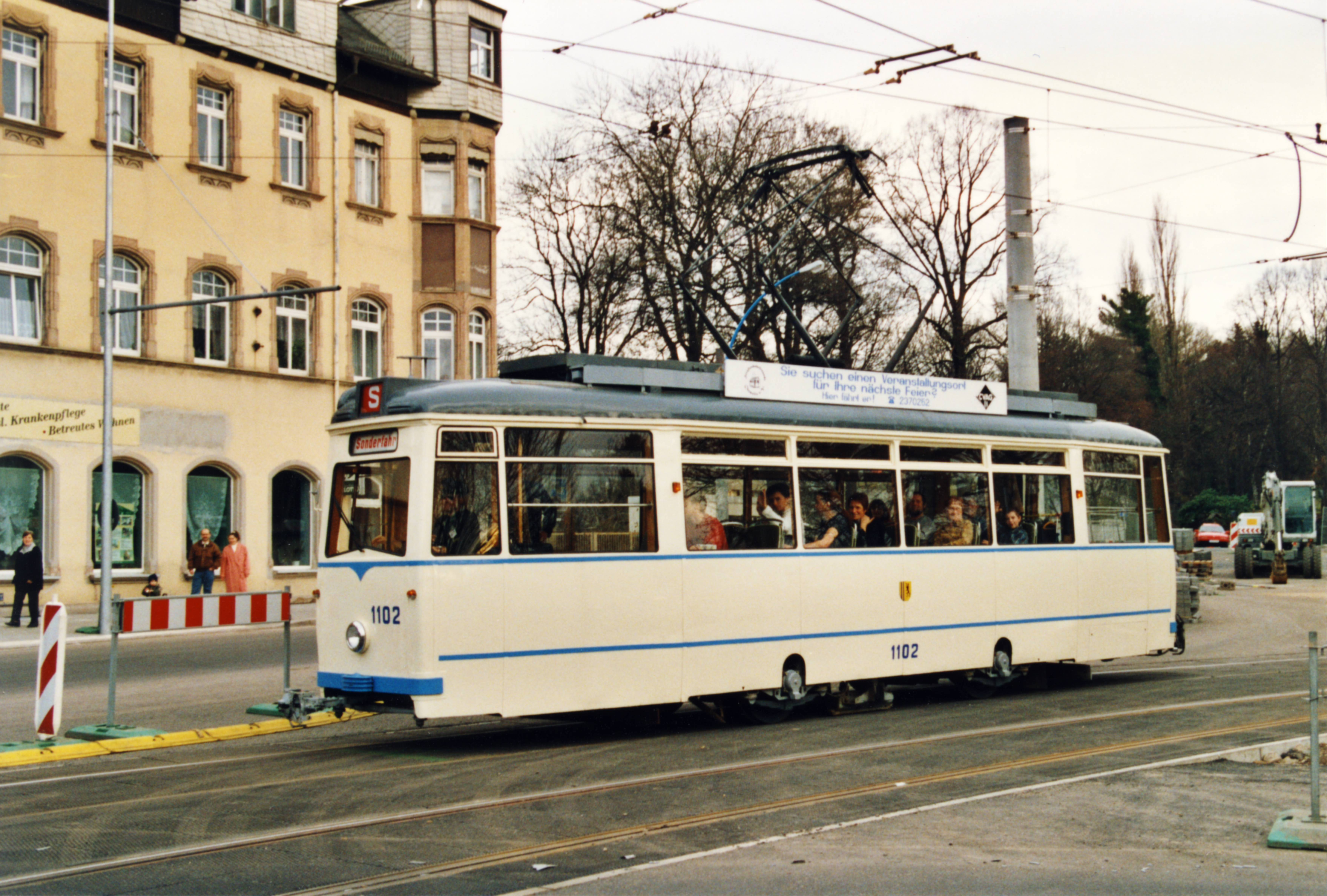
Jedna z historických tramvají v Saské Kamenici

Tramvajová doprava tvoří v německé Saské Kamenici rozsáhlou síť (v současné době[kdy?] je však provozována jen její jedna část). Jejím provozovatelem je společnost CVAG (Chemnitzer Verkehrs-Aktiengesellschaft).

## Historie

### Koňka
15. července roku 1879 získal anglický podnikatel W. Roebuck koncesi pro výstavbu koňské tramvaje v úseku ve směru od Hlavního nádraží až k náměstí Falkeplatz. Provoz byl zahájen slavnostně 22. dubna 1880 a to na kolejích s rozchodem 915 mm, což bylo nejméně v celém tehdejším Německu.
Ještě v témže roce započala také výstavba tratí nových, dopravní spojení kolejemi tak získalo náměstí Theaterplatz či Wilhelm-Külz-Platz. Zprovozněna byla i již druhá, žlutá, linka. Už v srpnu 1880 dosáhla síť na své západní straně čtvrti Kappel, kde se nacházely tehdy hranice města. Rovněž tu také byla otevřena první stálá vozovna (dnes dopravní muzeum), kde byly ustájeny koně. Délka celého tramvajového provozu činila již 7,15 km. 15. května roku 1892 se pak otevřel dosud nejdelší úsek, který spojil Kappel s nedalekou obcí Schönau.

### Počátky elektrické trakce
Saská Kamenice se k německým městům s elektrickou tramvají připojila jako devátá v pořadí, a to 19. prosince 1893. Některé úseky se začaly postupně elektrifikovat, například do Schönau se svezli první cestující elektrikou 6. ledna 1894. Do roku 1898 se podařilo vytlačit koňku na okraj, zajišťovala provoz pouze mimo špičku a na méně vytížených úsecích.
Během přelomu století následoval opravdový boom, ročně se otevřelo kolem 4-5 nových tratí. Počet linek stále rostl, a ty tak musely být od roku 1904 označovány nově písmeny (do této doby za označení linky sloužila pouze barva vozu). Každý den tak vyjíždělo do provozu celkem devět linek.
Protože však tramvajový provoz nabýval, byly třeba i nové tramvaje. A vzhledem k tomu, že rozchod kolejí činící 915 mm byl výjimečný, komplikovala se výroba podvozků. Proto bylo rozhodnuto, že bude systém přebudován na rozchod standardní, to však ale odmítl provozovatel sítě, a tak došlo ke změně o pouhých 10 mm, na rozchod 925 mm. Na klasických 1435 mm se přešlo až po druhé světové válce a poslední úzkokolejná trať byla úspěšně zrušena roku 1988.

### Meziválečné období
Další rozvoj kolejové sítě se už jednak kvůli poválečné krizi, jednak kvůli tomu, že byla síť již téměř dokončena, nekonal. Docházelo stále ale k drobným změnám, některé trati (do Borny a Hilbersdorfu) byly dokonce roku 1918 zrušeny, ještě před vypuknutím druhé světové války však byly v jiné a kratší podobě obnoveny.
Významnou změnou roku 1927 bylo zavedení číslování u linek místo jejich označování písmeny. Za čísla se ale u některých linek připojovalo navíc ještě písmeno E, jednalo se o linky pouze pro zaměstnance některých továren. Jejich trasa se shodovala s těmi linkami bez písmene, měly však odlišný jízdní řád.

### Období Německé demokratické republiky
Saská Kamenice po Druhé světové válce spadala do sovětské zóny, roku 1949 se stala součástí NDR. K 1. dubnu téhož roku byla zřízena společnost Verkehrsbetrieb dem Kommunalen Wirtschaftsunternehmen, od níž 1. května roku 1951 celý provoz převzal nový dopravce, společnost Verkehrsbetriebe der Stadt Chemnitz. V souvislosti s přejmenováním města na Karl-Marx Stadt roku 1953 musela být společnost ještě jednou přejmenována, takže od roku 1960 její název zněl Nahverkehr Karl-Marx-Stadt.

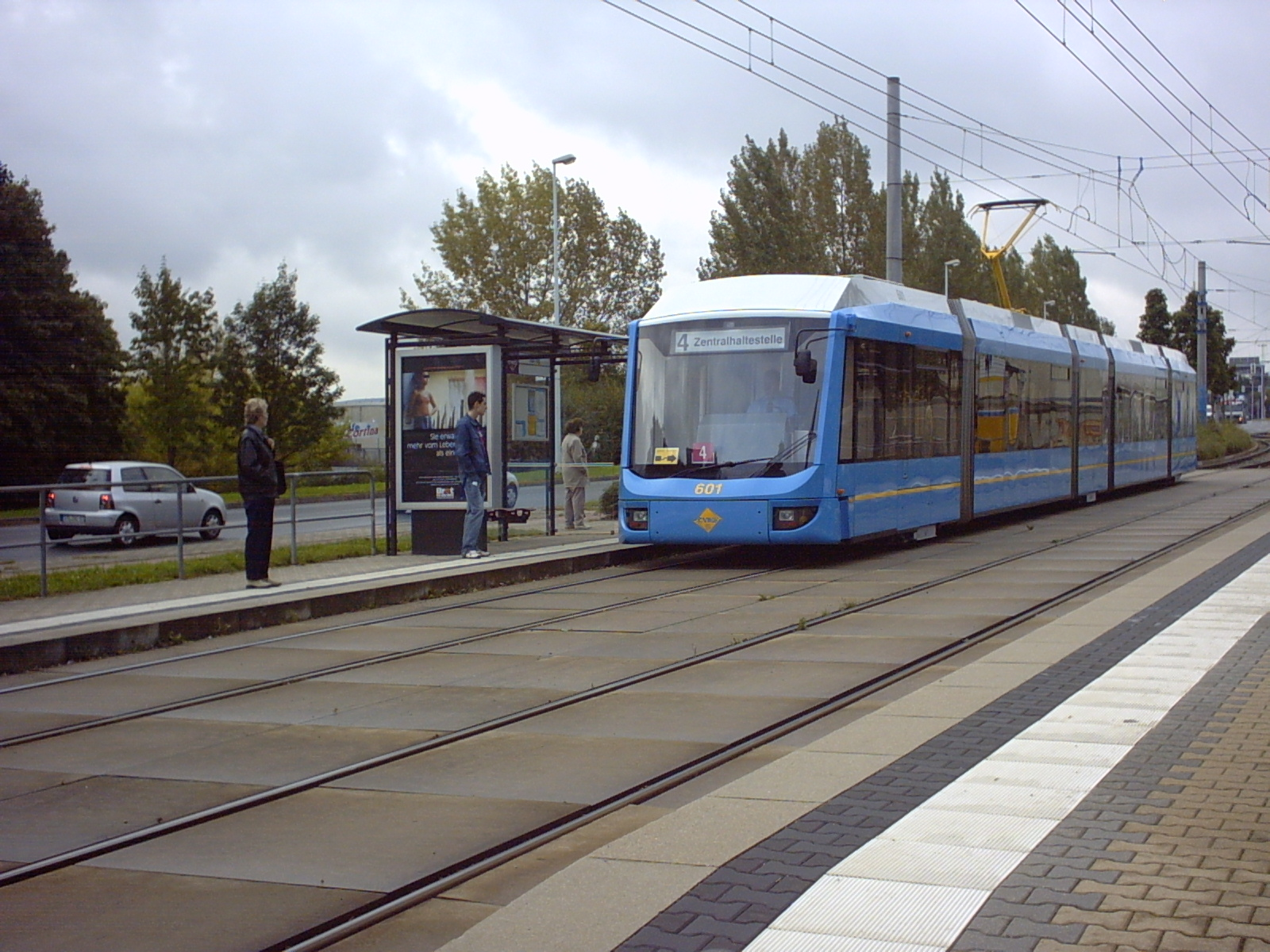
Nízkopodlažní saskokamenická tramvaj typu Vario Car

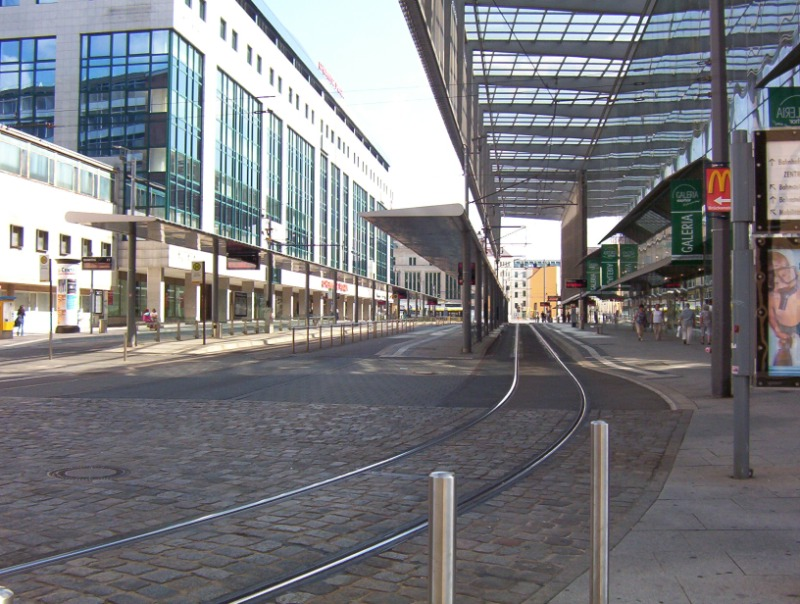
Tramvajový terminál v centru města

Kromě změn názvů a vlastníků celého tramvajového provozu docházelo i ke změnám v samotné síti. První vlaštovkou byla nová trať, otevřená k 60. výročí otevření tramvajového provozu. Zprovozněna byla 19. prosince 1953 a nacházela se v centru města.
Velmi nákladný (a již zmíněný) projekt rekonstrukce sítě na standardní rozchod začal roku 1958. Podle původního projektu měla konverze všech tratí trvat pouhých sedm let a skončit tak roku 1965 (později 1972 a nakonec reálně až 1988). Tyto prvotní, zcela nerealistické, plány však splněny být nemohly. První bylo tedy přestavěno centrum, kde díky vybombardovaným plochám bylo dost stavebního prostoru i na vytvoření zcela nových tratí. Na nich se objevily postupně tramvaje československé výroby, typu T3 s vlečnými vozy B3.
Velmi kritizována byla také výstavba velkého terminálu přímo v centru, který je občas označován za mamutí stavbu socialismu.

### Rozvoj tramvajové dopravy po znovusjednocení Německa
V roce 1990 se Německo sjednotilo, ustaven byl rovněž i současný dopravce CVAG. Síť však byla ve velmi špatném stavu; její severní polovina je stále mimo provoz a jen pomalu se na ní vrací tramvajový provoz.
I ve vozovém parku nastaly velké změny. Vedle stárnoucích „té trojek“ se objevily v roce 1993 i moderní nízkopodlažní kloubové vozy typu Vario Car. Město také mezi lety 1992 a 1993 obnovilo vlastní nátěr vozidel; místo červeno-krémového, společného téměř pro celý východní blok, jsou tak nyní saskokamenické tramvaje modré či modrožluté. Od roku 2019 jsou do města dodávány nové vozy Škoda 35T ForCity Classic Chemnitz.
V 90. letech také byla zřízena i linka regionální tramvaje do města Stollberg/Erzgeb., tramvaje Vario Car zde jezdí po železniční trati. Provozovatelem této linky je společnost Citybahn Chemnitz GmbH.

## Vozový park
V minulosti jezdily v Saské Kamenici československé tramvaje Tatra T3D a Tatra B3D (od 1969), po vyřazení byly některé z nich odprodány do Kazachstánu a Ruska.
Vozový park tramvají v Saské Kamenici tvoří tyto typy osobních tramvají:
- saskoamerické Vario Car (od 1993)
- česká Škoda 35T ForCity Classic Chemnitz (od 2019)

Kromě těchto také vlastní dopravní podnik CVAG také i některé vozy historické, které jsou umístěné v dopravním muzeu ve vozovně Kappel.